# Konak Belediyesi Gençlik ve Spor Kulübü (calcio)
Il Konak Belediyesi Gençlik ve Spor Kulübü è una squadra di calcio femminile turca, con sede a Smirne. Fa parte della società polisportiva Konak Belediyesi Gençlik ve Spor Kulübü.

## Storia
Nella stagione 2012-13 vince il campionato, conquistando il primo titolo nazionale nella storia del club e guadagnandosi il diritto di partecipare alla UEFA Women's Champions League 2013-2014, dove riesce ad arrivare fino agli ottavi di finale, ottenendo così il miglior risultato di sempre per una squadra turca nella competizione europea. Nelle tre stagioni successive ha continuato a vincere il campionato, confermandosi campione di Turchia.

## Palmarès
- Kadınlar 1. Futbol Ligi: 5

2012-2013, 2013-2014, 2014-2015, 2015-2016, 2016-2017

## Statistiche

### Risultati nelle competizioni UEFA
| Stagione | Competizione     | Fase                     | Avversario           | Risultato | Risultato | Risultato |
| Stagione | Competizione     | Fase                     | Avversario           | andata    | ritorno   | aggregato |
| -------- | ---------------- | ------------------------ | -------------------- | --------- | --------- | --------- |
| 2013-14  | Champions League | gironi di qualificazione | NSA Sofia            | 2–0       | 2–0       | 2–0       |
| 2013-14  | Champions League | gironi di qualificazione | SFK 2000             | 2–1       | 2–1       | 2–1       |
| 2013-14  | Champions League | gironi di qualificazione | Cardiff City         | 1–0       | 1–0       | 1–0       |
| 2013-14  | Champions League | sedicesimi di finale     | Unia Racibórz        | 2-1       | 0-0       | 2-1       |
| 2013-14  | Champions League | ottavi di finale         | Neulengbach          | 0-3       | 0-3       | 0-6       |
| 2014-15  | Champions League | gironi di qualificazione | Rīgas                | 11-0      | 11-0      | 11-0      |
| 2014-15  | Champions League | gironi di qualificazione | Minsk                | 2-1       | 2-1       | 2-1       |
| 2014-15  | Champions League | gironi di qualificazione | Zurigo               | 0-4       | 0-4       | 0-4       |
| 2015-16  | Champions League | gironi di qualificazione | Minsk                | 1-10      | 1-10      | 1-10      |
| 2015-16  | Champions League | gironi di qualificazione | Vllaznia             | 5-1       | 5-1       | 5-1       |
| 2015-16  | Champions League | gironi di qualificazione | SFK 2000             | 1-3       | 1-3       | 1-3       |
| 2016-17  | Champions League | gironi di qualificazione | Hibernians           | 5-0       | 5-0       | 5-0       |
| 2016-17  | Champions League | gironi di qualificazione | Ferencváros          | 0-2       | 0-2       | 0-2       |
| 2016-17  | Champions League | gironi di qualificazione | Twente               | 2-6       | 2-6       | 2-6       |
| 2017-18  | Champions League | gironi di qualificazione | Martve               | 5-0       | 5-0       | 5-0       |
| 2017-18  | Champions League | gironi di qualificazione | Partizán Bardejov    | 5-1       | 5-1       | 5-1       |
| 2017-18  | Champions League | gironi di qualificazione | Gintra Universitetas | 1-3       | 1-3       | 1-3       |

## Organico

### Rosa 2017-2018
Rosa e numeri come da sito UEFA.
| N. |                    | Ruolo | Calciatrice        |
| -- | ------------------ | ----- | ------------------ |
| 1  | Turchia (bandiera) | P     | Fatma Şahın        |
| 3  | Turchia (bandiera) | D     | Yonca Şentürk      |
| 4  | Turchia (bandiera) | D     | Didem Taş          |
| 5  | Turchia (bandiera) | D     | Sevinç Çorlu       |
| 7  | Turchia (bandiera) | D     | Fatoş Yıldırım     |
| 9  | Turchia (bandiera) | A     | Kader Hançar       |
| 10 | Turchia (bandiera) | C     | Cansu Yağ          |
| 11 | Turchia (bandiera) | A     | Meryem Açıkel      |
| 14 | Russia (bandiera)  | A     | Valeria Pankratova |
| 17 | Turchia (bandiera) | C     | Yağmur Özkumru     |

| N. |                    | Ruolo | Calciatrice     |
| -- | ------------------ | ----- | --------------- |
| 18 | Romania (bandiera) | A     | Cosmina Dușa    |
| 21 | Turchia (bandiera) | C     | Gülbin Hız      |
| 22 | Turchia (bandiera) | C     | Zehra Borazanci |
| 23 | Turchia (bandiera) | D     | Esra Erol       |
| 25 | Romania (bandiera) | C     | Raluca Sârghe   |
| 30 | Nigeria (bandiera) | C     | Esther Sunday   |
| 67 | Turchia (bandiera) | P     | Selda Akgöz     |
| 77 | Turchia (bandiera) | C     | Sevgi Çınar     |
| 92 | Turchia (bandiera) | D     | Selin Hasbal    |